# Morbihan
El Morbihan és un departament francès situat a la Bretanya. Rep el seu nom del golf de Morbihan, que en bretó significa 'mar petita', de Mor, la mar, i Bihan, petit. La capital és Vannes (Gwened en bretó). El nom bretó original del departament és Mor-Bihan. Lorient i Pontivy també són ciutats importants.
Té una superfície de 6.823 km², una població de 643.873 habitants i una densitat de 94 hab./km².
Limita amb els departaments de Finisterre a l'oest, Costes del Nord al nord i Ille i Vilaine i Loira Atlàntic a l'est. Al sud està banyat per l'oceà Atlàntic.
Les costes són molt retallades, amb estuaris envaïts pel mar (ries) i nombroses illes, com les de Houad (en francès, Houat), Edig (Hoëdic), Ar Gerveur (Belle-Île), Enez Groe (Île de Groix) i tota una munió a l'interior del golf de Mor-Bihan.

## Demografia
| 1801    | 1831    | 1841    | 1851    | 1856    | 1861    | 1866    |
| ------- | ------- | ------- | ------- | ------- | ------- | ------- |
| 401.215 | 433.522 | 447.898 | 478.172 | 473.932 | 486.504 | 501.084 |
| 1872    | 1876    | 1881    | 1886    | 1891    | 1896    | 1901    |
| 490.352 | 506.573 | 521.614 | 535.256 | 544.470 | 552.028 | 563.468 |
| 1906    | 1911    | 1921    | 1926    | 1931    | 1936    | 1946    |
| 573.152 | 578.400 | 546.047 | 543.175 | 537.528 | 542.248 | 506.884 |
| 1954    | 1962    | 1968    | 1975    | 1982    | 1990    | 1999    |
| 520.966 | 530.833 | 540.474 | 563.588 | 590.889 | 619.838 | 643.873 |

Notes a la tabla:
- 1857: la comuna de Lacunolé se separa del Morbihan per a incloure's a Finisterre.

Les ciutats del departament són (cens de 1999):
- Lorient: 59.189 habitants, 116.174 a l'aglomeració, que també inclou Lanester (21.897 hab.) i Ploemeur (18.304 hab.).
- Vannes: 51.759 habitants, 60.062 a l'aglomeració.
- Auray: 10.911 habitants, 19.125 a l'aglomeració.
- Hennebont: 13.412 habitants, 18.807 a l'aglomeració.

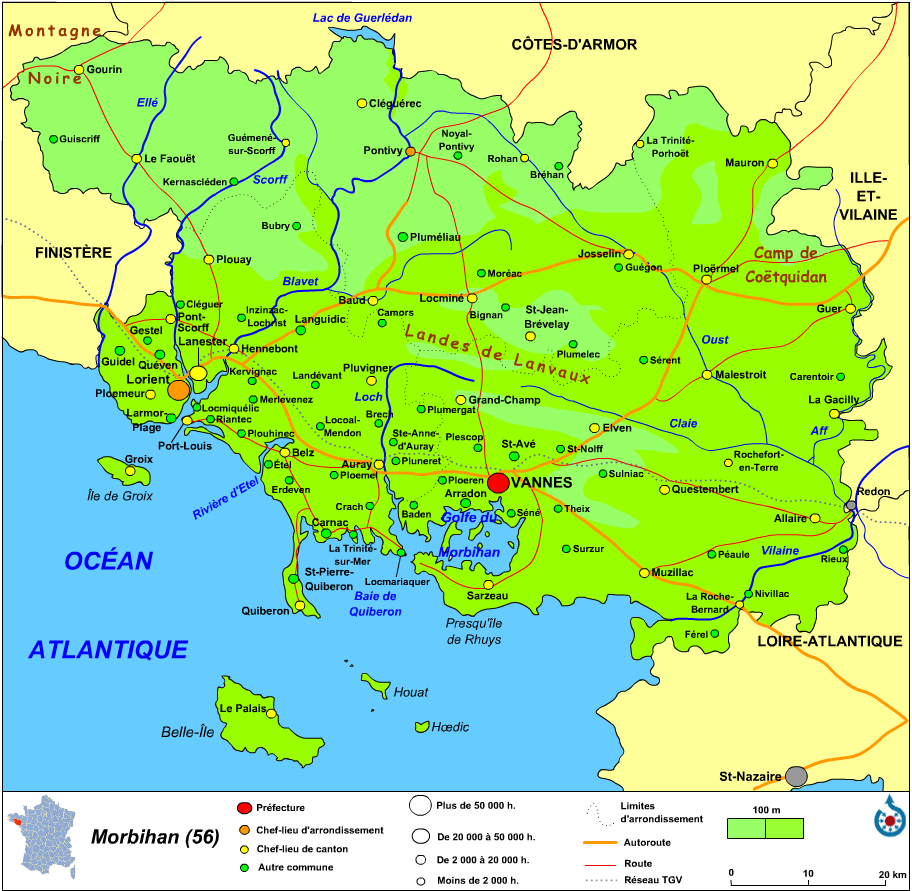
Mapa

El president del Consell General del Morbihan és Joseph-François Kergueris.
Pel que fa a la llengua bretona, una enquesta del 1999 parla de més 48.000 bretonòfons de més de 18 anys al departament.